# Romániai tatárok
A romániai tatárok vagy dobrudzsai tatárok török népcsoport, amely a 13. század óta él a jelenlegi Románia területén. A 2011-es népszámlálás során 20 282 fő vallotta magát tatárnak; legtöbbjük krími tatár és Constanța megyében él. Ők alkotják a romániai muszlim közösség többségét.

## Történetük

### Középkor
A tatárok először a 13. században érték el a Duna-deltát, az Arany Horda hatalmának csúcsán. 1241-ben a tatárok Kadan vezetésével átkeltek a Dunán, meghódítva és kifosztva a régiót. Feltehetőleg a terület nem állt közvetlenül a Horda irányítása alatt, hanem inkább a bahcsiszeráji kán egyik vazallusa uralta. Arab forrásokból ismert, hogy a 13. század végén és a 14. század elején a Nogaji Tatár Kánságból származó emberek telepedtek meg Isacceában. Úgy tartják, hogy Sarı Saltık dervis 1263-ban érkezett Dobrudzsába, hogy elterjessze az iszlámot. Ibn Battúta arab tudós, aki 1330–1331-ben átutazott vidéken, Baba Saltukot  (Babadag) említi a tatárok legdélibb városaként.
Az Arany Horda az 1352–1359 közötti háborúk után vesztette el befolyását, és abban az időben Demetrius tatár fejedelem nevét jegyezték fel a Duna-delta védőjeként. A 14. és 15. században az Oszmán Birodalom szállta meg Dobrudzsát, amelyet a ruméliai beglerbégség részévé tettek. I. Bajazid anatóliai törököket és tatárokat telepített le, II. Bajazid pedig volgai tatárokat.

### Kora újkor
A 16. század vége elé mintegy 30 000 nogaj tatárt telepítettek Dobrudzsába Budzsákból. A számuk annyira megnövekedett, hogy egyes európai térképeken Dobrudzsát Tatarski pole, Tartaria di Dobroudja vagy Tartaria dobrugences néven tüntették fel.
A Krím orosz annektálása után, 1783-ban a krími tatárok elkezdtek kivándorolni az Oszmán Birodalom tengerparti vidékén elterülő Dobrudzsába. Itt többnyire Mecidiye, Babadag, Köstence, Tulça, Silistre, Beștepe vagy Várna környékén telepedtek le, és új falvakat hoztak létre, amelyeket elhagyott hazájuk emlékére neveztek el (Şirin, Yayla, Akmecit, Yalta, Kefe, Beybucak).

### Késő újkor
1783 és 1853 között több tízezer krími tatár és nogaj telepedett át Rusçuk környékére, amelyet ezt követően Kis-Tatárországként emlegettek. Az 1812-es orosz hódítást követően a budzsáki nogajok Dobrudzsába is emigráltak. Az 1860-as nagy exodus előtt Dobrudzsában letelepedett tatárokat Kabail-nak hívták. Ők alkották a Kabail tatár századot III. Szelim szultán új rendszerű hadseregében. Kulcsszerepet játszottak II. Mahmud harcában Muhammad Ali egyiptomi alkirály ellen, felkeléseket vertek le Bosznia-Hercegovinában, Kurdisztánban és az arab tartományokban, valamint a törökök mellett harcoltak a krími háborúban.
A tatárok az albánokkal együtt basibozukként szolgáltak, ami igen tiszteletreméltó volt a törökök között, és adókedvezményekben részesültek. A törökök ezen felül bizonyos fokú autonómiát is biztosítottak a tatároknak, amennyiben saját kajmakámjuk, Mirza kán kormányozta őket. A Giraj-dinasztia (1427–1878) Dobrudzsában is gyarapodott, és megtartotta kivételezett pozícióját. II. Mahmud megbízásából egy dobrudzsai tatár, Kara Husszein felelt a janicsár hadtestek megszüntetéséért.
Becslések szerint 1877-1878-tól kezdve mintegy 80 000–100 000 krími tatár emigrált Dobrudzsából Anatóliába. Ez a folyamat kisebb mértékben az első világháború után is folytatódott. A tömeges kivándorlásnak több oka volt: 1883-ban a román kormány bevezette a kötelező katonai szolgálatot minden romániai illetőségű számára, beleértve a tatárokat is, akik szerint muszlim identitásuk nem engedte meg, hogy keresztény hadseregben szolgáljanak. További okok voltak az 1899-es dobrudzsai éhínség, a tatár és török földek elkobzásával kapcsolatosan hozott törvények,<><> illetve az első világháború, amely lepusztította a vidéket.

### A 20. század elejétől a második világháborúig

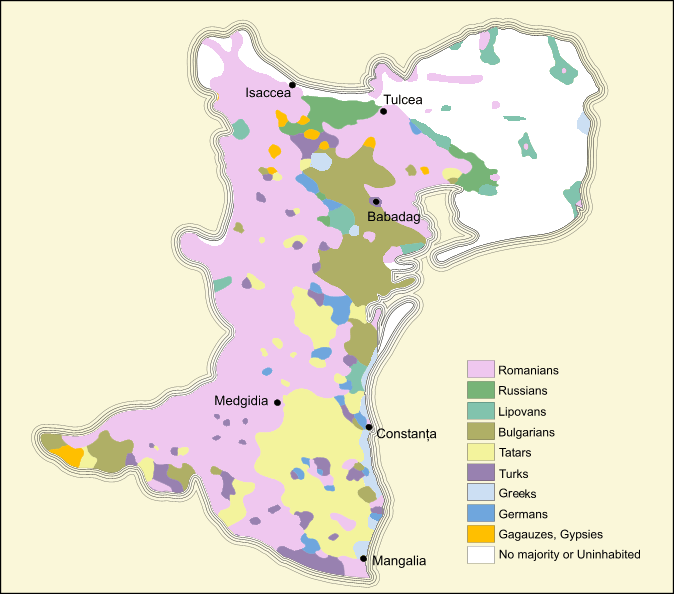
Népcsoportok Észak-Dobrudzsában a 20. század elején; a tatárokat sárga szín jelöli

A 19. század utolsó negyedében Dobrudzsában kezdett kialakulni az egyedi krími tatár identitás. Amikor Ismail Gaspirali, akit sokan a krími tatár nacionalizmus atyjának tartanak, 1895-ben meglátogatta Köstencét (Konstanca), azt tapasztalta, hogy újságját, a Tercüman-t már széles körben terjesztették. Mehmet Niyazi volt azonban az, akit leginkább a nacionalista eszmék dobrudzsai elterjesztőjének tartanak.
A krími tatár kormány bukásának előestéjén Dobrudzsa lett a krími tatár menekültek leggyakoribb célpontja. A menekültek közül sokan a Prométheusz-mozgalomhoz akartak csatlakozni, amelynek célja a Szovjetunió nemzetiséginek függetlensége volt. Ebben az időszakban Mustecip Hacı Fazıl volt a dobrudzsai közösség vezetője. 19 éves korában, 1918-ban a Krímbe ment tatár iskolákba tanítani, valamint 1930 és 1940 között ő adta ki az első dobrudzsai tatár újságot Emel címmel. Más nacionalistákkal együtt ellenezte a dobrudzsai tatárok Törökországba kitelepülését, és a Krímbe települést részesítette előnyben.
Az 1920-as években Dobrudzsa maradt a Szovjetunióból menekültek elsődleges célpontja. A tatárok viszonylag szabadon szervezkedhettek és terjeszthették nacionalista eszmevilágú lapjaikat. A második világháború alatt számos tatár menekült a Krímből Dobrudzsába; utóbb ezeket a kommunista Románia keményen megbüntette. A tengeri úton menekülőket a Vörös Hadsereg légiereje támadta, akik viszont szárazföldi útvonalat választottak Moldván át, sikerült eljutniuk Dobrudzsába mielőtt a krími tatárok deportálása elkezdődött volna 1944. május 18-án. Necip Hacı Fazılt, a csempészek vezetőjét kivégezték, testvére, Müstecip Hacı Fazıl Törökországba szökött.

### A második világháború után
1940-ben Dél-Dobrudzsát Bulgáriához csatolták. 1947-1957 között kezdtek működni Romániában a tatár iskolák, és 1955-ben speciális ábécét alkottak számukra. 1958-ban a tatár iskolákat megszüntették. A kommunista Romániában a kormány asszimilációs politikája veszélybe sodorta a tatárok kulturális identitását; a mesterségesen kialakított "romániai tatár nyelv" kialakítása a kulturális és vallási elit által használt arab, és a tatár köznyelv elsorvasztását célozta.
1977-ben mintegy 23 000 tatár élt Romániában. Nermin Eren szerint az 1990-es években számuk 40 000 -re nőtt. 2005-ben az 1990-ben alakult Romániai Török-Muzulmán Tatárok Demokratikus Szövetsége azt állította, hogy Romániában 50 000 tatár él, és úgy vélték, hogy a népszámlálás mesterségesen alacsony számot mutatott ki, mivel a legtöbb tatár töröknek vallotta magát.
Románia tiszteletben tartja a tatárok kisebbségi jogait, és nem folytat románosítási politikát. A román közszolgálati rádió konstancai stúdiójának hat kisebbségi műsora van; egyik a tatár. A hat műsort váltakozva sugározzák napi egy órában. A tatár nyelvet a vasárnapi iskolában tanítják.

## Csoportjaik
Krími tatárok
A krími tatárokat a Krím orosz annektálása után az Oszmán Birodalom telepítette Dobrudzsába. Miután 1877–1878-ban Románia elnyerte függetlenségét, mintegy 80 000–100 000 krími tatár költözött Anatóliába, és ez a folyamat később is folytatódott. Ennek hatására a tatárok aránya Észak-Dobrudzsában az 1880-as 21%-ról 1912-ig 5,6%-ra csökkent. 2002-ben az ország lakosságának 0,11%-át tették ki.
Nogajok
A nogajokat nem számlálják külön a romániai népszámlálások során. A legtöbben Törökországba emigráltak, de becslések szerint néhány ezer nogaj él még Dobrudzsában, különösen Mihail Kogălniceanu (Karamurat) városban és Lumina (Kocali), Valea Dacilor (Hendekkarakuyusu) és Cobadin (Kubadin) falvakban.

## Tatárlakta települések
A 2011-es népszámlálás során az alábbi (Constanța megyei) városokban és községekben volt a legnagyobb a tatárok aránya:
- Ciocârlia: 11,18%
- Valu lui Traian — 9,81%
- Techirghiol — 9,22%
- Independența — 8,68%
- Comana — 8,37%
- Medgidia — 8,07%
- 23 August — 7,89%
- Mereni — 7,85%
- Topraisar — 6,48%
- Agigea — 6,39%
- Murfatlar — 5,5%
- Cobadin — 4,86%
- Amzacea — 4,71%
- Grădina — 4,47%
- Tuzla — 4,38%
- Eforie — 3,55%
- Castelu — 3,37%
- Mangalia — 3,25%
- Mihail Kogălniceanu — 3,23%
- Ovidiu — 3,01%
- Lumina — 2,98%
- Limanu — 2,85%
- Siliștea — 2,69%
- Konstanca — 2,59%
- Albești — 2,39%
- Bărăganu — 1,7%
- Cumpăna — 1,41%
- Pecineaga — 1,41%

## Híres emberek
- Denis Alibec (1991–) válogatott román labdarúgó
- Murat Iusuf(wd) (1977–) a romániai muszlim közösség muftija
- Gelil Eserghep(wd) (1967–) politikus, országgyűlési képviselő 2000–2008 között
- Negiat Sali(wd) (1953–) politikus, országgyűlési képviselő 2000–2004 között
- Sevil Shhaideh (1964–) politikus, a negyedik Ponta-kormány közigazgatási és regionális fejlesztési minisztere (anyja tatár, apja török)

## Fordítás
- Ez a szócikk részben vagy egészben  a   Tatars of Romania című angol Wikipédia-szócikk ezen változatának fordításán alapul.  Az eredeti cikk szerkesztőit annak laptörténete sorolja fel. Ez a jelzés csupán a megfogalmazás eredetét és a szerzői jogokat jelzi, nem szolgál a cikkben szereplő információk forrásmegjelöléseként.
- Ez a szócikk részben vagy egészben  a   Tătarii din România című román Wikipédia-szócikk ezen változatának fordításán alapul.  Az eredeti cikk szerkesztőit annak laptörténete sorolja fel. Ez a jelzés csupán a megfogalmazás eredetét és a szerzői jogokat jelzi, nem szolgál a cikkben szereplő információk forrásmegjelöléseként.